# Vermillion (Dakota Południowa)
Vermillion – miasto w Stanach Zjednoczonych, w stanie Dakota Południowa, stolica hrabstwa Clay.